# Những cuộc phiêu lưu của Mít Đặc và các bạn
Những cuộc phiêu lưu của Mít Đặc và các bạn (tiếng Nga: Приключения Незнайки и его друзей) là một tập truyện giả tưởng dành cho thiếu nhi của nhà văn Nikolay Nosov, ra đời năm 1953.

## Lịch sử
Theo khảo cứu, đôi nhân vật văn chương hí họa nức tiếng nhất thời Soviet là Murzilka (Мурзилка, /muốc-diu-ca/ gầm gừ) và Neznayka (Незнайка, /nhiết-nai-ca/ tôi chẳng biết) đều xuất hiện lần đầu trong truyện Xứ sở nhi đồng (Царства малюток. Приключение Мурзилки и лесных человечков в двадцати семи рассказах) của bà Anna Khvolson (Анна Борисовна Хвольсон, 1868 - 1964) san hành năm 1889. Sách này được tái bản các năm 1898, 1902 và 1915, trở thành truyện đọc cho trẻ em bán chạy nhất mạt kì đế quốc. Nhưng trong suốt thời Soviet, cuốn sách không hề tái bản, phải chờ tới năm 1991 văn bản 1889 mới được đem in lại dưới hình thức mới.
Tuy thế, trứ tác Khvolson chẳng qua thuật lại bằng Nga văn bộ liên hoàn họa The brownies (tạm dịch : Yêu tinh) của tác gia Palmer Cox người Canada. Trong đấy, ông Cox kể truyện một chủng tộc tí hon có hình dáng gần giống con bọ, vốn là cổ tích xứ Alba mà ông nghe bà nội kể suốt thuở nhỏ.
Tương tự Palmer Cox, tác gia Nikolay Nosov (Николай Николаевич Носов, 1908 - 1976) có ấn tượng sâu sắc với cuốn truyện Anna Khvolson tự tấm bé. Nên vào năm 1952, khi có cơ hội tường trình ý tưởng với biên tập viên Bogdan Chalyy, Nikolay Nosov đã may mắn nhận được sự tán đồng.
Vậy là trong các năm 1953-4, truyện Cuộc phiêu lưu của Mít Đặc và các bạn (Приключения Незнайки и его друзей) được đăng thường kì trên tạp chí Barvinok (hoa trường xuân) bằng hình thức song ngữ Nga-Ukraina, có kèm mình họa màu (điều hi hữu thuở bấy giờ, thường chỉ dành cho tác gia có uy tín). Khi in thành sách, Cuộc phiêu lưu của Mít Đặc và các bạn cũng thuộc số rất ít tác phẩm được trang trí công phu, nhiều màu và đặc biệt dùng bìa nhũ (đương thời loại bìa này thường chỉ dành cho văn kiện có phẩm chất trang nghiêm, không bao giờ in đại trà). Đây cũng được coi là đầu sách thành công thương mại nhất của Nikolay Nosov trên bình diện Tô Liên và quốc tế.
Tuy vậy, kể từ các cuốn sau Mít Đặc ở thành phố Thái Dương (Незнайка в Солнечном городе ; tạp chí Thanh Niên, 1958) và Mít Đặc lên Nguyệt Cầu (Незнайка на Луне ; tạp chí Gia Đình & Học Đường, 1964-5), vì nội dung hướng đến lứa thanh thiếu niên nên truyện chỉ được minh họa sơ lược, chủ yếu tập trung vào mặt chữ. Một phần nữa vì theo quan niệm đương thời, truyện có nhiều tình tiết khi minh họa dễ gây chấn động tâm lý tuổi mới lớn. Nhưng so với cuốn đầu, những cuốn này đạt thành tựu thương mại rất thấp. Thậm chí trong một thời gian rất lâu, hai cuốn này chỉ phổ biến trong cộng đồng Nga ngữ mà ít có ngôn ngữ khác.
Vào năm 1969, Nikolay Nosov được trao giải thưởng quốc gia Krupskaya cho bộ ba truyện Mít Đặc. Ngày nay, ba tập truyện Mít Đặc được coi là di sản văn chương chung tại Nga và Ukraina.
Bên cạnh bộ ba Mít Đặc, Nikolay Nosov cũng soạn đoản thiên Đinh Vít, Đinh Dép và máy hút bụi (Винтик, Шпунтик и пылесос ; 1956) và Nón Nhọn và đội quân dưa leo (Фунтик и огурцы, 1957), sau này được coi là các phụ trương Cuộc phiêu lưu của Mít Đặc và các bạn. Ngoài ra, từ thập niên 1990 tới nay có nhiều tác giả phát triển tiếp truyện Mít Đặc. 

## Nội dung
Cốt truyện xoay quanh cuộc sống tự lập và mối quan hệ của những cô bé, cậu bé tí hon ở thành phố Diều và các thành phố hư cấu khác. Trong số các em bé này thì Mít Đặc là một cậu bé nổi đình đám nhất với những ý nghĩ nghịch ngợm và kỳ quặc của cậu. Trái ngược lại với Mít Đặc là Biết Tuốt, một cậu bé hiểu biết rộng, chững chạc và thường bị Mít Đặc ghen tị. Các cô bé, cậu bé này biết làm thành thạo những công việc của một người lớn như biết sửa xe, vẽ tranh, làm khinh khí cầu, làm thơ, chữa bệnh...

### Liệt biểu tập truyện
| - Chương 1: Các cô chú tí hon ở thành phố Hoa. - Chương 2: Mít Đặc muốn trở thành nhạc sĩ. - Chương 3: Mít Đặc học vẽ. - Chương 4: Mít Đặc làm thơ. - Chương 5: Mít Đặc tập lái xe. - Chương 6: Biết Tuốt sáng chế ra khinh khí cầu. - Chương 7: Chuẩn bị lên đường. - Chương 8: Lên đường. - Chương 9: Trên chín tầng mây. - Chương 10: Tai nạn. - Chương 11: Đến nơi xa lạ. - Chương 12: Bạn mới. - Chương 13: Câu chuyện bên bàn ăn. - Chương 14: Thăm thành phố Xanh. - Chương 15: Trong bệnh viện. - Chương 16: Một buổi hòa nhạc. - Chương 17: Bù Loong và Đinh Vít đến thành phố Diều. | - Chương 18: Ở thành phố Diều. - Chương 19: Thăm Cả Láu. - Chương 20: Thuốc Nước làm việc. - Chương 21: Bù Loong và Đinh Vít trở về. - Chương 22: Máy móc kỳ diệu. - Chương 23: Tẩu thoát. - Chương 24: Sáng kiến hợp lý hóa của Thuốc Nước. - Chương 25: Viên Đạn nằm ở bệnh viện. - Chương 26: Đinh Dép trở về. - Chương 27: Cuộc gặp gỡ bất ngờ. - Chương 28: Lại làm lành. - Chương 29: Vũ hội. - Chương 30: Trở về. |

## Nhân vật

### Thành phố Hoa

#### Phố Hoa Bìm Bìm
Có tất cả 16 chú tí hon, một số chú nổi danh là:
- Mít Đặc: là chú bé hay ăn mặc lòe loẹt và lượn quanh thành phố để ba hoa, bịa đặt đủ thứ chuyện cho bất kỳ ai muốn hóng chuyện. Chú có bạn thân là chú Tịt Mũi.
- Biết Tuốt: là chú bé hiểu biết rất nhiều điều do đọc nhiều sách, được các bạn bè vị nể và hay đến hỏi ý kiến. Nhiều lúc, mọi người cứ ngỡ rằng chú là một giáo sư.
- Bác sĩ Thuốc Viên: có tài chữa mọi bệnh cho các cô chú tí hon, thường mặc bộ áo choàng trắng và đội mũ trắng.
- Ngoài ra còn các chú tí hon, như: chú thợ máy Bù Loong và chú giúp việc Đinh Vít; chú Nước Đường nghiện uống nước ngọt có ga; chú thợ săn Viên Đạn với con chó Mực; họa sĩ Thuốc Nước, nhạc sĩ Kèn Đồng, chú Cáu Kỉnh, Lặng Lẽ, Tròn Xoay, Nhanh Nhảu, Mất Sạch, hai anh em chú Ngộ Nhỡ, Chắc Chắn.

#### Phố Hoa Cúc
- Tịt Mũi: bạn thân của Mít Đặc
- Nhà thiên văn Thủy Tinh
- Nhà thơ Hoa Giấy, Đá Một Cú, Bọ Gậy

### Thành phố Xanh
- Mật Ngọt: bác sĩ
- Mắt Xanh
- Hoa Dại: nhà thơ
- Có các cô tí hon khác như: Sóc Con, Bạch Tuyết, Sáo Sậu, Mẫu Đơn, Cun Cút, Chuồn Chuồn, Thỏ Con, Mèo Con, cô Én...

### Thành phố Diều
- Đinh Ốc, Đinh Dép, Bánh Vòng, Cả Láu...

## Chi tiết thú vị
Trong truyện, tên nhân vật phần nào nói lên những nét đặc trưng cho tính cách của nhân vật đó. Thông qua các đoạn văn miêu tả sinh động, tính cách hồn nhiên ấy của các cô cậu bé tí hon càng được lột tả rõ nét hơn.
Ngoài ra, truyện còn có nhiều đoạn thơ được tác giả viết khá ngộ nghĩnh và lồng ghép qua lời của các nhân vật, như các đoạn thơ mà Mít Đặc đã làm dưới đây:
Một hôm đi dọc theo dòng suối
Biết Tuốt nhảy qua con cá chuối
Có cái bánh nhân mỡ
Dưới gối cậu Ngộ Nhỡ
Nhanh Nhảu đói thật tội,
Nuốt chửng bàn là nguội

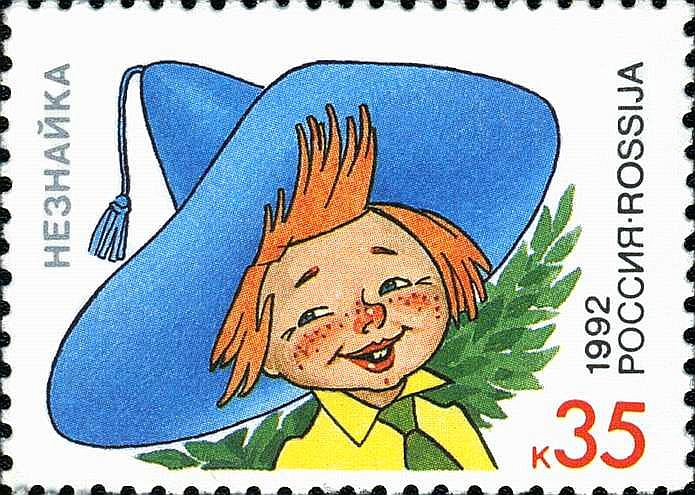
Tem kỷ niệm (1992)

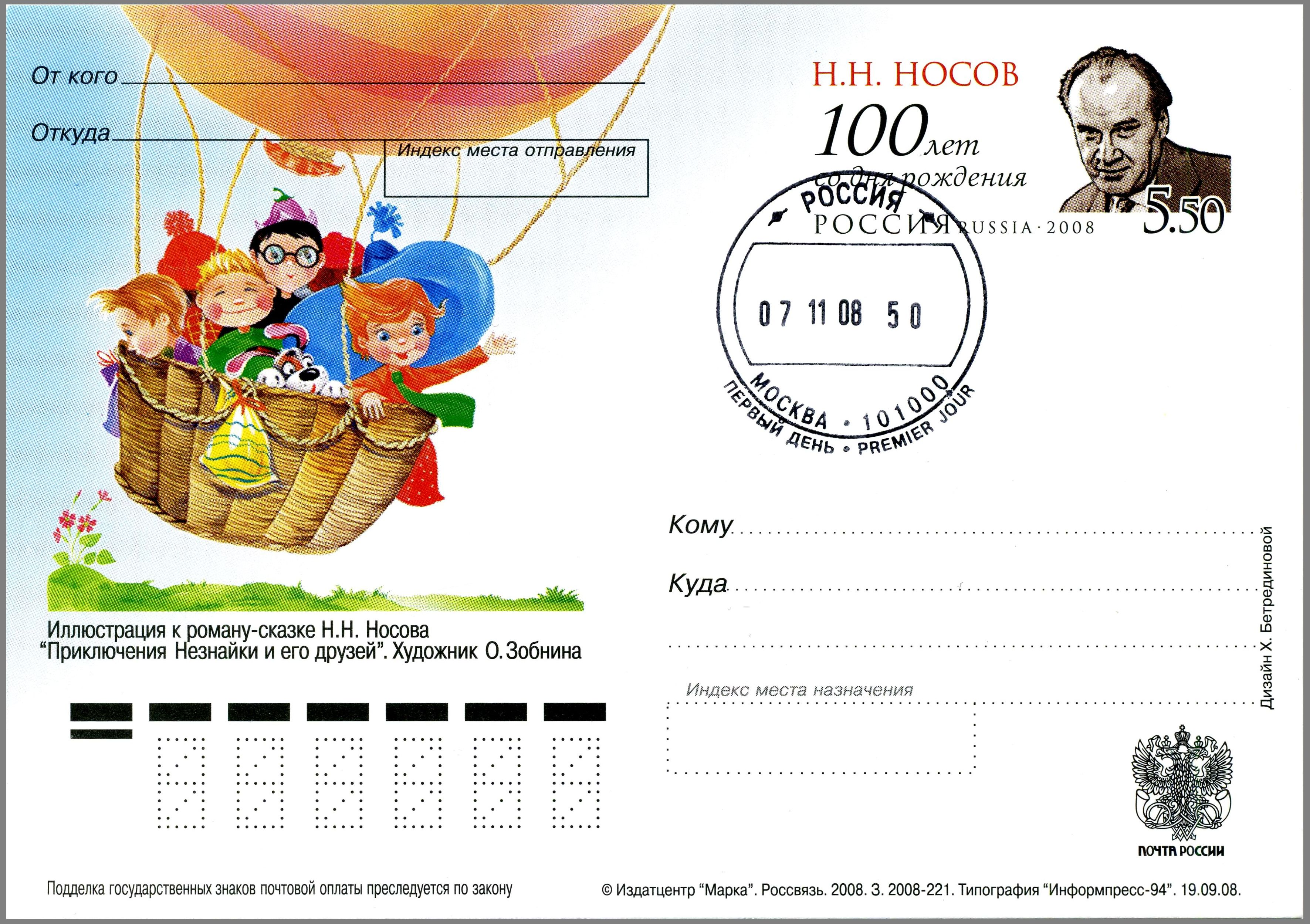
Bưu thiếp kỷ niệm (2008)

Các câu thơ của thi sĩ Hoa Dại ở thành phố Xanh:
Tôi bắt con muỗi,
Nó kêu vo ve,
Tôi yêu nó ghê
Nhưng rồi một buổi
Nó buồn rũ rượi
Tôi thương vô cùng
Giữ thì ác hung...
Có lẽ tốt hơn
Tôi bắt con kiến
Kiến cũng buồn nản,
Tôi thả nó ra.
Chơi đã chán chê
Thôi, tôi đọc sách.

## Tục bản
Boris Karlov
- Những cuộc phiêu lưu mới của Mít Đặc : Đảo Sao Xanh (Новые приключения Незнайки : Остров Голубой Звезды ; 1999)
- Những cuộc phiêu lưu mới của Mít Đặc : Trở lại Nguyệt Cầu (Новые приключения Незнайки : Снова на Луне ; 1999)

Ivan Yershov
- Mít Đặc ở công viên Lego : Khủng long (Незнайка в Лего-парке и динозавры ; 1994)
- Mít Đặc ở công viên Lego : Mê cung (Приключения Незнайки в Лего-парке. Заколдованный замок ; 1994)
- Mít Đặc ở công viên Lego : Kho báu (Незнайка ищет сокровища в Лего-парке ; 1994)

Grigory Vaypan
- Mít Đặc ở thành phố Đá (Незнайка в Каменном городе ; 2000)

Igor Nosov
- Mít Đặc ở hoang đảo (Остров Незнайки ; 2006)
- Mít Đặc làm ảo thuật (Большой сюрприз Незнайки ; 2007)
- Mít Đặc ở thành phố Đá (Незнайка в Каменном городе ; 2013)

Svetlana Oseyeva & Pyotr Solodky
- Cuộc phiêu lưu mới của Mít Đặc, Vô Ích và những truyện khác (Новые похождения Незнайки, Футика и других коротышек ; 2009)
- Cuộc phiêu lưu không gian của Mít Đặc, Vô Ích và những truyện khác (Космические приключения Незнайки, Футика и других коротышек ; 2009)

## Liên kết
- А. Б. Хвольсон — Царство малюток. Приключения Мурзилки и лесных человечков
- Диафильм «Воздушное путешествие Незнайки и его товарищей», 1957 г., чёрно-белый
- https://fantlab.ru/work64278